# Marcus Georges-Hunt
Pour les articles homonymes, voir Georges et Hunt.
Marcus Georges-Hunt, né le 28 mars 1994 à Miami, Floride, est un joueur américain de basket-ball. Il évolue au poste d'ailier.

## Biographie

### Carrière universitaire
Il passe ses quatre années universitaires à la Georgia Institute of Technology d'Atlanta où il joue pour les Yellow Jackets.

### Carrière professionnelle
Le 23 juin 2016, lors de la draft 2016 de la NBA, automatiquement éligible, il n'est pas sélectionné. En juillet 2016, il participe à la NBA Summer League de Las Vegas avec les Nets de Brooklyn où il joue quatre matches avec des moyennes de 2,75 points, 1 rebond et 0,5 interception en 13,2 minutes par match. Le 17 août 2016, il signe un contrat non garanti avec les Celtics de Boston pour participer au camp d'entraînement.

## Statistiques

### Universitaires
Les statistiques en matchs universitaires de Marcus Georges-Hunt sont les suivantes :
| Saison    | Équipe       | Matchs | Titul. | Min./m | % Tir | % 3pts | % LF | Rbds/m. | Pass/m. | Int/m. | Ctr/m. | Pts/m. |
| --------- | ------------ | ------ | ------ | ------ | ----- | ------ | ---- | ------- | ------- | ------ | ------ | ------ |
| 2012-2013 | Georgia Tech | 31     | 30     | 28,9   | 42,6  | 33,3   | 62,9 | 4,87    | 1,48    | 0,77   | 0,10   | 10,77  |
| 2013-2014 | Georgia Tech | 33     | 33     | 31,2   | 41,6  | 34,1   | 67,4 | 4,30    | 2,06    | 0,82   | 0,15   | 11,70  |
| 2014-2015 | Georgia Tech | 30     | 30     | 30,9   | 43,1  | 28,8   | 76,3 | 5,50    | 1,80    | 1,30   | 0,13   | 13,57  |
| 2015-2016 | Georgia Tech | 36     | 36     | 32,4   | 45,4  | 34,2   | 82,3 | 3,39    | 3,31    | 0,86   | 0,44   | 16,69  |
| Total     |              | 130    | 129    | 30,9   | 43,3  | 32,9   | 74,9 | 4,46    | 2,21    | 0,93   | 0,22   | 13,29  |

## Palmarès

### Clubs
- Médaille d'or à la Ligue d'Asie de l'Ouest 2025